# Moab

Lewant około 830 r. p.n.e. Moab zaznaczony jest na fioletowo

Moab – historyczna kraina położona na wschodnim brzegu Morza Martwego na terenie dzisiejszej Jordanii. W starożytności zamieszkiwał ją lud Moabitów podbity przez wojska izraelskie pod wodzą Dawida. Na północ od Moabu zamieszkiwali Ammonici.